# 芭芭拉·克鲁格 (田径运动员)
芭芭拉·克鲁格（德語：Barbara Krug，1956年5月6日—），德国女子田径运动员，主攻400米短跑。她曾代表东德参加1980年夏季奥林匹克运动会田径比赛，获得女子4×400米接力银牌。